# Romolo Quirino Amaseo
Romolo/Romulus Quirino Amaseo (Udine, 24 juin 1489 – Rome, juin 1552) est un humaniste italien.

## Biographie
Romolo Quirino est né de Gregorio (1464-1541), professeur d'humanités dans les écoles publiques d'Udine et de Fiore di Marano, une religieuse du couvent local de Santa Chiara. En mai 1489, peu de temps avant la naissance de son fils, les relations de Gregorio avec plusieurs sœurs des couvents de Santa Chiara et de San Niccolò ayant été découvertes, il quitta Udine pour Padoue. Romolo né, il le voulut avec lui à Padoue, allant jusqu'à en obtenir la reconnaissance comme fils légitime en août 1506, par l'évêque de Bologne Achille Grassi.
Suivi son père, qui fut son premier professeur, dans ses déménagements à Venise, en 1499, puis de nouveau à Udine et de là, à Bergame. Romulus retourna à Udine pour poursuivre brièvement les études de latin et de grec avec son oncle Jérôme. En 1508, il se rendit à Rome, dans l'espoir de prendre du service auprès de quelque ecclésiastique important, mais en vain. Recommandé par le général des Ermites de saint Augustin Egidio de Viterbe, Suivi son père, qui fut son premier professeur, dans ses déménagements à Venise, en 1499, puis de nouveau à Udine et de là, à Bergame. Romulus retourna à Udine pour poursuivre brièvement les études de latin et de grec avec son oncle Jérôme. En 1508, il se rendit à Rome, dans l'espoir de prendre du service auprès de quelque ecclésiastique important, mais en vain. Recommandé par le général des Ermites de saint Augustin Egidio de Viterbe, il s'installe dans le couvent padouan de ces frères pour y enseigner les novices et poursuivre ses propres études de grec, de latin et d'hébreu. À cause du siège de la ville, suite de la création de la Ligue de Cambrai, il quitta Padoue en 1509 pour se rendre à Bologne.
Là, il rencontra Giovanni Campeggi, célèbre juriste, Giambattista Pio et Achille Bocchi. Il vivait en donnant des leçons particulières. Il épousa en 1512 Violante Guastavillani avec qui il eut douze enfants, dont le premier, Pompilio, est né le 18 août 1513, l'année où le Sénat de Bologne lui confie la chaire de latin et de grec de l'Université. Les meilleures conditions offertes par l'Université de Padoue l'ont amené, après bien des hésitations, à quitter Bologne en 1520. Il est resté à Padoue quatre ans, au cours desquels il eut parmi ses étudiants Corrado (Conrad). En 1524, cependant, le salaire alléchant qui lui est offert par l'université de Bologne le décide à surmonter les obstacles qui pouvaient l'empêcher, lui, citoyen de la république de Venise, de laisser la Vénétie, et de revenir à Bologne pour y enseigner la poésie et la rhétorique.
Amaro a également reçu des invitations du cardinal Ercole Gonzaga, en 1525, en faveur de l'Université de Mantoue, en 1526 de Pietro Bembo, pour qu'il revienne à Padoue et même du cardinal Wolsey pour qu'il déménage en Angleterre, de Battista Egnazio, pour qu'il occupe à Venise la chaire laissée libre par Antonio Tilesio en 1530 : ce fut l'année de la rencontre à Bologne entre Clément VII et Charles Quint, devant qui il a prononcé la fameuse oraison De Pace, récompensée par l'empereur de 300 ducats et d'une coupe d'or. Le couronnement impérial lui a donné l'occasion d'écrire deux oraisons : De latinae languae usu retinendo, dans lesquelles il soutient que le latin doit rester la langue des savants, tandis que la langue vernaculaire devrait être réservée aux incultes, réfutant l'idée de l'utilité supérieure de la langue vernaculaire.
La grande renommée atteinte par Amaseo lui a valu en 1531 la nomination de secrétaire du Sénat de Bologne. Puisque cette charge n'était accessible qu'à des citoyens de Bologne depuis au moins deux générations, la citoyenneté a été accordée rétroactivement à tous les Amisei. Il a pourtant continué à donner des cours et, en 1533, a publié sa traduction en latin de l'Anabase de Xénophon, dédicacée à son ami Louis de Ávila, agent secret de Charles Quint, qui était nouveau à Bologne pour s'entretenir avec le pape Clément. En 1534, il faisait partie de la délégation de Bologne qui allait à Rome pour les festivités de l'élection du nouveau pape Paul III. Celui-ci le retint temporairement en le chargeant de l'éducation de ses petits-enfants Alessandro Farnese et Guido Ascanio Sforza, dont il s'était déjà occupé pendant leur séjour à Bologne.
De retour à Bologne, le poids de nombreuses activités se faisant sentir, il arrête en 1538 l'enseignement de la poésie et de la rhétorique en faveur des humanités, et a entamé des contacts à Rome en vue de la charge de précepteur du cardinal Farnèse, qu'il n'assuma qu'en 1544, avec le fardeau supplémentaire, pour lui qui sentait déjà le poids des ans, d'enseigner à La Sapienza (université de Rome), ce qui par-dessus le marché n'était pas bien payé, surtout compte tenu des besoins de sa nombreuse famille. Cependant, le succès de ses conférences, auxquelles assistaient de nombreux étudiants, y compris des étrangers - en particulier des Hongrois et des Polonais - ont fait sa renommée en dehors de l'Italie. Mais les négociations pour un poste de professeur en Pologne, à Cracovie, n'aboutirent pas .
Après accompagné en Allemagne, en 1546, le cardinal Alessandro, légat de son oncle (le Pape) auprès de Charles Quint engagés dans la guerre contre la Ligue de Smalkalde, il termina la traduction en latin du Périégèse de Pausanias, dédié à ce même Alessandro Farnese, qui a été publiée à Rome en 1547.
Avec la mort, en 1550, de Blosius Palladio, secrétaire pour les lettres latines, il lui succéda dans cette charge, abandonnant, comme il le désirait tant depuis longtemps l'enseignement à La Sapienza. Il mourut trois ans plus tard, au début de juin 1552, laissant sa famille endettée, et fut enterré en l'église de Saint-Augustin.

## Source
- (it) Cet article est partiellement ou en totalité issu de l’article de Wikipédia en italien intitulé « Romolo Quirino Amaseo » (voir la liste des auteurs).